# Sede Rai di Venezia
La Sede Rai di Venezia è il centro di produzione radiotelevisiva regionale della Rai nel Veneto.

## Storia
Nel 1964 Charlie de Beistegui cedette all'asta il palazzo Labia alla RAI, che ne fece la sua sede regionale. L'ente effettuò a sua volta gli accurati restauri sia all'edificio che alle opere d'arte, che furono seguiti e produssero il documentario Diario di una terapia, del 1970.
Dal 2014 al 2016 si è svolto il festival internazionale Cartoons on the Bay.
Nel 2018 la Rai e le sue Teche ottengono un significativo riconoscimento nell’ambito della Conferenza Mondiale degli Archivi Audiovisivi Fiat\Ifta, che si è svolta a Venezia (nella bella sede di Palazzo Labia della Rai del Veneto)..
Questa sede è stata utilizzata dal 2016 al 2023 utilizzata per il collegamento in diretta con la sede Rai di Roma per il programma Cartabianca su Rai 3 con la conduzione di  Bianca Berlinguer con ospite l'alpinista e scrittore Mauro Corona.

## Direzione
Direttore dell'intera sede regionale Rai di Venezia dal 2016 è Giovanni De Luca.

## Televisione

### Programmi
- Buongiorno Regione
- Il Settimanale
- TG Regione
- TGR Meteo (14:20 e 19:55). Il territorio regionale è suddiviso in zone climatiche: Litorale e Pianura Padano Veneta (comprendente Venezia, Rovigo, Padova e Treviso), le Prealpi Venete (comprendente Vicenza, Verona, Montebelluna e Cittadella) e le Alpi Venete (comprendente Belluno, Calalzo di Cadore, Cortina d'Ampezzo e Asiago).